# François Marty (prêtre)
Pour les articles homonymes, voir François Marty et Marty.
François Marty (né le 4 mars 1901 à Beynat, Corrèze - mort le 30 novembre 1944 à Pforzheim, Allemagne) était un prêtre catholique français, aumônier de prison et résistant pendant la Seconde Guerre mondiale.

## Biographie

### Jeunesse et formation
François Marty est né le 4 mars 1901 à Beynat dans le département de la Corrèze. Il devient prêtre du Prado, une société de vie apostolique fondée à Lyon.

### Aumônier de prison
Le père Marty exerce comme aumônier à la prison de Lyon pendant l'Occupation allemande. Il dénonce le fait que la messe ne soit pas célébrée dans certaines prisons. 

### Engagement dans la Résistance
L'engagement du père François Marty dans la Résistance débute en mai 1944. En tant qu'aumônier de la prison de Lyon, il accepte de devenir agent de liaison entre les détenus résistants et les mouvements de Résistance extérieurs, à la demande du mouvement Combat.

### Arrestation et exécution
François Marty est arrêté par la Gestapo à la suite d'une dénonciation et déporté. Le 30 novembre 1944, il est exécuté sommairement avec 24 autres personnes à Pforzheim, dans le Bade-Wurtemberg. Cette exécution est menée en représailles à la libération de Strasbourg par l'armée française quelques jours plus tôt.

## Hommages
Son nom figure sur le monument aux morts de Beynat, sur la plaque commémorative à sa mémoire à l’entrée de l'ancienne prison Saint-Paul de Lyon, aujourd'hui Campus Saint-Paul de l'université catholique de Lyon, et sur la stèle commémorative du réseau Alliance, à Pforzheim (Allemagne).
Son nom a également été donné au jardin du Centre d’échanges de Perrache, à Lyon.